# Backofenwagen 90
Der Backofenwagen 90 war das wichtigste Gerät von mobilen Feldbäckereien, die vor dem Ersten Weltkrieg vom deutschen Militär genutzt wurden.

## Beschreibung
Der Backofenwagen 90, auch Verpflegungswagen 1 oder in der Wehrmacht als Verwaltungsfahrzeug 1 (Vfw.1) bekannt, wurde 1890 in der deutschen Armee eingeführt. Er war als Fuhrwerk ein militärisches Radfahrzeug und war eine für die Truppenteile im Feld eingerichtete Bäckerei auf Rädern. Er wurde bei neupreußische Trainbataillonen genutzt und diente in den Feldbäckereien zur Herstellung von Backwaren, wie Broten.

## Technische Beschreibung

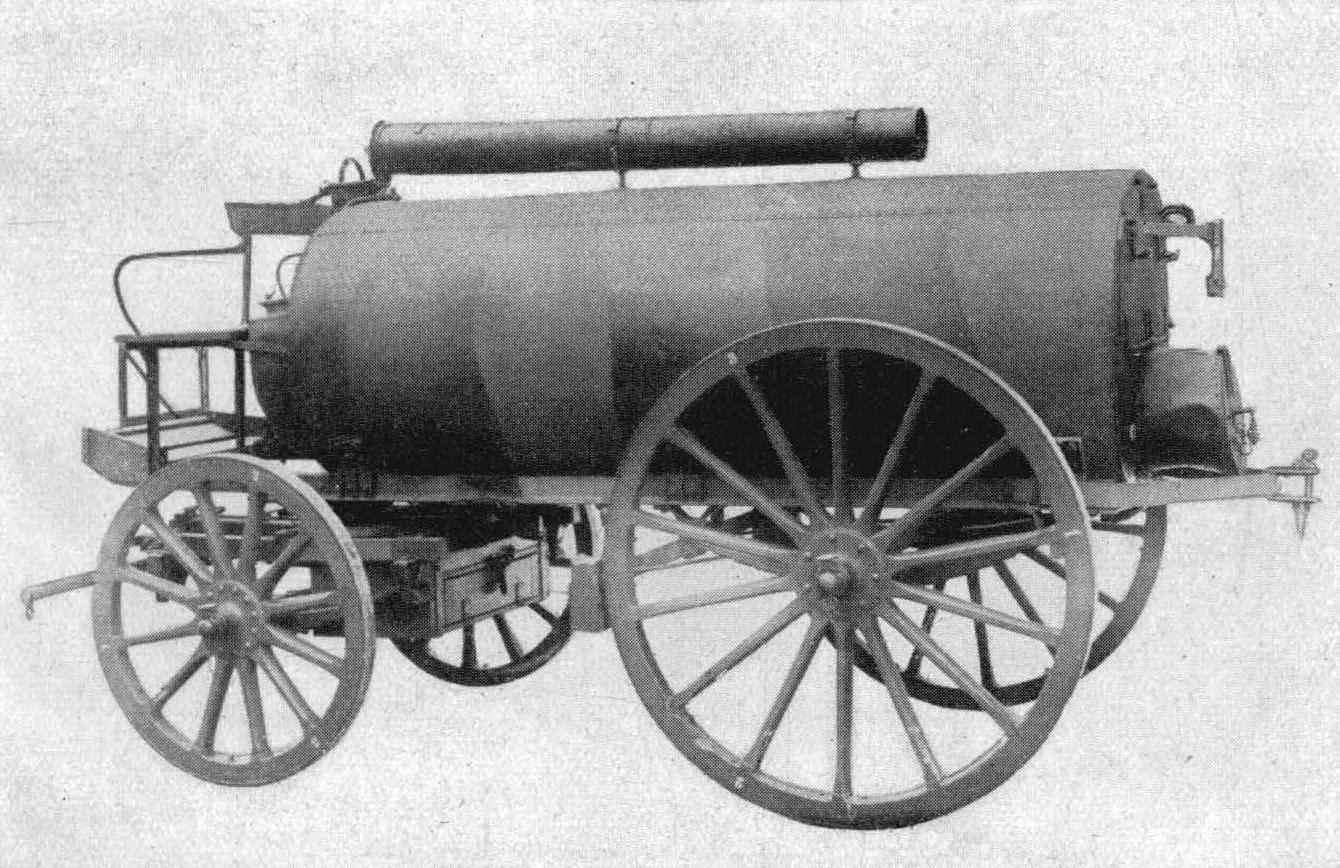
Das Verwaltungsfahrzeug von der linken Seite aus der H. Dv. 489/2

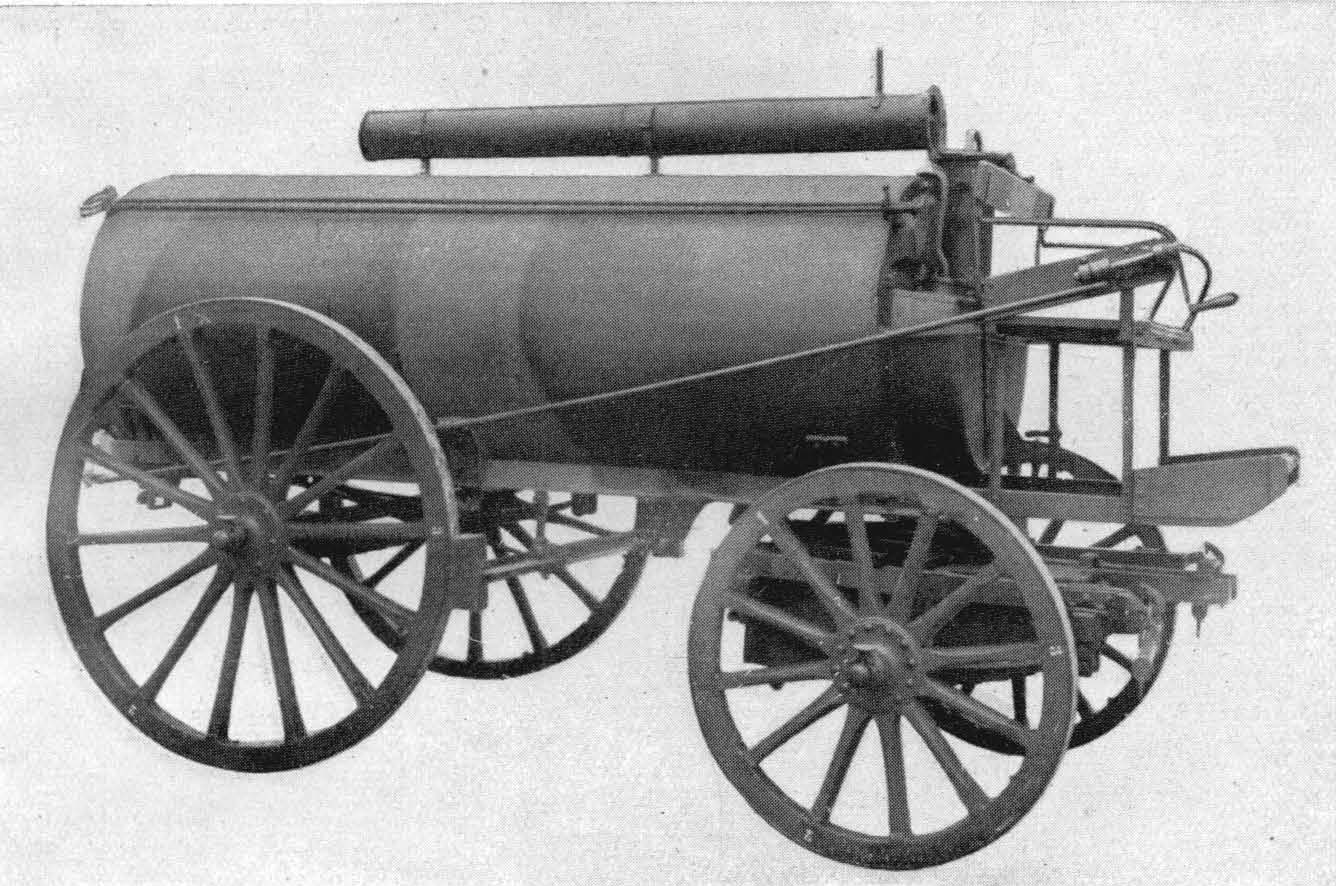
Das Verwaltungsfahrzeug von der rechten Seite aus der H. Dv. 489/2

Das Verwaltungsfahrzeug 1 war ein vierrädriges, nach dem Protznagelsystem gebautes Fahrzeug und wurde vierspännig vom Bock aus gefahren. Nur in Ausnahmefällen konnte der Backofenwagen auch hinter eine Zugmaschine gehängt werden. Seine Konstruktion orientierte sich an einem älteren Modell, das seit 1875 in Preußen benutzt worden war.
Der Backofenwagen bestand aus dem Fahrgestell und dem Ofenkörper. Das Fahrgestell wurde durch zwei stählerne Längsträger und mehrere Querschienen gebildet. Die Längsträger waren zur Erhöhung des Lenkungswinkels im vorderen Teil nach innen gekröpft und mit Radabweiser versehen. Das Vorderteil bestand aus dem Lenkkranz, einer Vorderachse und den Wagenfedern. Dieser Teil war mit einem Protznagel an dem Gleitkranz verbunden und dadurch drehbar. Hinter der Vorderachse befand sich ein hölzerner Kasten für Vorratsteile. Vor der Achse, auf der rechten Seite, gab es einen Zubehörkasten aus Stahlblech. Der Fahrersitz war vor dem Ofenkörper auf den beiden Längsträgern angebracht. Die Vorder- und Hinterräder waren unterschiedlich hoch. Während die Vorderräder einen Durchmesser von 1,04 m und zwölf Speichen hatten, hatten die Hinterräder einen Durchmesser von 1,40 m und 14 Speichen. Die Breite der Räder war bei beiden 65 mm. Die Nabe bestand aus Stahl und hatte sechs Bolzen bei den Vorderrädern und sieben Bolzen bei den Hinterrädern.
Die Abspannvorrichtung bestand aus der Deichsel, zwei Ortscheiten, einer Vorderbracke und der Kupplungsvorrichtung für einen Kraftzug. Die Deichsel wurde in speziellen Armen des Vordergestells mit einer Deichselkeilschiene gehalten. Die Mitführung des Backofenwagen als Anhänger für eine Zugmaschine durfte nur in Ausnahmefällen erfolgen. Dafür gab es eine Zuggabel, die in zwei vorgesehenen Doppelösen am Vorderteil befestigt wurde. Die Deichsel wurde dabei an der linken Seite des Ofenkörpers in Blechbeschlägen untergebracht. Wurde die Zuggabel nicht verwendet, wurde sie von der Rückseite des Backofenwagen zwischen Ofenkörper und Fahrgestell eingeschoben und befestigt. An der Rückseite gab es noch eine Anhängerkupplung um mehrere Fahrzeuge aneinander zu kuppeln und von einer Zugmaschine ziehen zu lassen. Die Bremse war eine Spindelbremse und wurde durch eine Bremsspindel und einer Bremsstange vom Fahrersitz aus bedient.
Der Ofenkörper hatte eine ovale Form und war 2,60 m lang. Der Umfang betrug 3,68 m. Der Außenmantel war aus Stahlblech, der Innenmantel aus Wellblech gefertigt. Weiterhin bestand der Ofenkörper aus der Vorder- und Hinterwand, einer Feuermuffe, dem Backherd und dem Schornstein. Sechs stählerne Füße verbanden den Ofenkörper mit dem Fahrgestell. Innen- und Außenmantel waren genietet und mit Stahlbolzen verbunden. Vorder- und Rückseite waren mit Mutterschrauben am Ofenkörper verbunden. Damit die Wärmestrahlung nicht zu stark war, wurde der Raum zwischen Innen- und Außenmantel mit Schlackenwolle oder Kieselgur ausgefüllt. Im Inneren des Ofenkörpers gab es die Feuermuffe und den Backraum mit der Herdplatte. Die Feuermuffe war ein aus mehreren Teilen zusammengesetzter, außen gerippter Heizkörper. Dieser nahm den Brennstoff für die erforderliche Hitze auf. Auf der ganzen Länge durchzog die Feuermuffe den Ofenkörper und endete vorn in einer Rauchkammer. In der Rauchkammer wurden Rauch und Rußrückstände gesammelt und durch den Schornstein abgeleitet. Über der Feuermuffe lag der Backraum mit der Herdplatte. Ein über der Herdplatte angebrachtes Stahlblech verhinderte eine direkte Wärmeausstrahlung auf den Ofenkörper und lieferte gleichzeitig Oberhitze für die Teigbrote. Zur Reinigung konnte die Herdplatte über sechs Gleitrollen herausgezogen werden. Ein herausziehen im warmen Zustand mit noch eingeschlossenen Broten war allerdings nicht gestattet, da sich dadurch die Herdplatte verziehen konnte und nicht mehr in die vorgesehene Öffnung eingebracht werden konnte.
Weiterhin gab es einen 60 Liter großen Wasserbehälter für die Warmwasserbereitung. Das warme Wasser konnte durch einen Ablaufhahn entnommen werden. Vor dem Anheizen musste der Wasserbehälter stets gefüllt sein. Außer Betrieb und bei Frostgefahr sollte das Wasser abgelassen und der Behälter gründlich gereinigt werden. Der Schornstein war mit einem Gelenk versehen und konnte im abgeklappten Zustand auf einer speziellen Stütze auf dem Ofenkörper befestigt werden. Um das Eindringen von Feuchtigkeit von oben zu verhindern, konnte eine Verschlusskappe angebracht werden. Mit einer Rauchklappe konnte die Feuerung reguliert werden. An der rechten Seite gab es Befestigungen für ein Schüreisen und einer Schürstange. Um den Backraum beleuchten zu können, gab es an der Rückseite eine Halterung für eine Einheitslaterne.
Vor Beginn des Backbetriebes mussten die Hinterräder durch Aufwerfen von Erde, Sand oder Dreck durch herabrieselnde Asche geschützt werden. Sofern es möglich war, sollten die Räder auch eingegraben werden. Die Befeuerung war hauptsächlich auf Holz eingerichtet. Im Notfall hätte aber auch Steinkohle, Braunkohle oder Torf verwendet werden können. Zum Einheizen wurden, je nach Witterung und Brennmaterial, zwei bis zweieinhalb Stunden angesetzt. Vor dem Backen musste erst das Wasser erhitzt werden und danach dann der Backraum. Die Bäcker konnten dann in zwei oder drei Arbeitsschichten eingeteilt werden. Alle nicht Arbeitenden sollten dann Wasser holen, Holz spalten oder andere Tätigkeiten ausführen. Die Teigbereitung erfolgte durch den Sonderanhänger 35, dem Teigknetanhänger. In den Ofen konnten zehn Reihen Brote zu je acht Stück eingelassen werden. Alle zwei Stunden konnten so bis zu 80 Brote hergestellt werden. Damit alle Brote gleichmäßig wurden, sollten nach 40 bis 50 Minuten die Brote umgesetzt werden. Bei Regen sollten die Backanhänger sehr nah an die Zelte geschoben werden und der obere Teil des Ofenkörpers sollte dann durch Säcke mit Holzstücken gegen Abkühlen geschützt werden.
Der tägliche Wasserbedarf einer Bäckereieinheit mit zehn Öfen und Tag- und Nachtbetrieb betrug 7.000 bis 9.000 Liter. In einem 24 Stundenbetrieb konnten die zehn Öfen 19.200 Brote herstellen, sofern das Personal eingespielt ist und die Witterungsverhältnisse stimmen. Musste ein Ortswechsel durchgeführt werden, dann wurde das letzte fertige Brot aus dem Ofen genommen und umgehend mit den Vorbereitungen begonnen. Dabei wurden die Kohle und Asche aus der Feuermuffe entfernt und Holz zum Trocknen eingelegt. Der Schornstein wurde umgelegt und in einem Lager mit Flügelmuttern gesichert. Weiteres Zubehör wurde im Zubehörkasten gelagert.

## Einsatz
Neben den Backöfen wurden die Feldbäckereien mit zahlreichen Gerätschaften ergänzt. Beispielsweise mit Knetmaschinen für den Teig sowie mit Zelten für die Lagerung des Brotes und für die Unterbringung des Trainpersonals.
In der Wehrmacht hatte eine Bäckereieinheit zehn Backofenwagen. Zu je zwei Backofenwagen gehörten ein Backzelt und ein Brotzelt.